# Брянска област
Брянска област (на руски: Брянская область) е субект на Руската федерация, разположена в Централния федерален окръг и Централния икономически район. Площ 34 857 km2 (62-ро място в Руската Федерация, 0,2% от нейната площ). Население на 1 януари 2017 г. 1 220 530 души (42-ро място в Руската Федерация, 0,83% от цялото население). Административен център град Брянск. Разстояние от Москва до Брянск 379 km.

## Историческа справка
Брянска област е отделена от Орловска област като отделен регион с Указ на Президиума на Върховния Съвет на СССР на 5 юли 1944 г.

## Географска характеристика
Брянска област се намира в западната част на Европейска Русия. На север граничи със Смоленска област, на североизток – с Калужка област, на изток – с Орловска област, на югоизток – с Курска област, на юг – с Украйна, а на запад – с Беларус. В тези си граници заема площ от 34 857 km2 (62-ро място в Руската Федерация, 0,2% от нейната площ).
Областта е разположена в централната част на Източноевропейската равнина, като значителна част от територията ѝ се заема от Приднепровската и полеската низини. Като цяло релефът представлява слабохълмиста равнина с общ наклон от североизток на югозапад. Тук се съчетават ниски възвишения, разчленени от ерозионни равнини с височина 200 – 250 m (западната част на Средноруското и Смоленското възвишения) и плоските моренно-зандрови равнини на Приднеправската низина. Западно от река Десна възвишената равнина е силно пресечена от къси и дълбоки оврази с многочислени ручеи и малки реки.
Сред полезните изкопаеми с промишлено значение са находищата на торф, фосфорити, варовици, глини и пясъци.
Областта попада в умерения климатичен пояс и има умерено-континентален климат. Зимата е относително мека и снежна, а лятото топло. Средната януарска температура е от -7,4 °C до -9 °C, а средната юлска от 18,1 °C до 19,1 °C. Годишна сума на валежите 560 – 600 mm Продължителност на вегетационния период 180 – 200 денонощия.
На територията на областта има 2867 реки (с дължина над 1 km) с обща дължина 12 889 km, като те принадлежат към два водосборни басейна. Над 98% от територията се отнася към водосборния басейн на река Днепър, вливаща се в Черно море, а останалите 2% (крайните източни части) – най-горните течения на малки реки принадлежащи към водосборния басейн на река Волга, вливаща се в Каспийско море. Най-голямата река в областта е река Десна (ляв приток на Днепър) с притоците си Болва, Навля, Неруса, Судост и др. На запад текат реките Ипут и Бесед (леви притоци на Сож, от басейна на Днепър). Подхранването на реките е смесено с преобладаване на снежното (до 80%). Водният им режим се характеризира високо пролетно пълноводие, лятно-есенно маловодие, прекъсвано от епизодични прииждания в резултат на поройни дъждове и ясно изразено зимно маловодие. Реките замръзват в средата и края на ноември, а се размразяват в началото на април. На територията на областта има над 3300 естествени и изкуствени езера с обща площ около 95 km2. Те са предимно крайречни и котловинни. Най-голямото естествено езеро Кожановското езеро (3,22 km2) е разположено в западната част на Брянска област, а най-големия изкуствен водоем е Мирновското водохранилище (северно от Кожановското езеро) с площ от 23 km2.
В областта преобладават подзолистите, ливадно-подзолистите и сивите горски почви. Подзолистите почви са с лек механичен състав и са разпространени предимно в зандровите равнини. Там се срещат и ливадно-подзолисто-блатни почви. В централните части са разпространени най-плодородните сиви горски почви, а по западната периферия на Средноруското възвишение – тъмносиви, сиви горски и оподзолени черноземни почви. По долините на по-големите реки има алувиални почви.
Брянска област е разположена в горската зона, и само най-южните ѝ райони попадат в лесостепната зона. Голама част от територията на областта се обработва със селскостопанска цел. Горите заемат около 1 млн.ха и са разпространени неравномерно. Най-големите горски масиви са покрай левия бряг на река Десна и по долините на реките Судост и Ипут. Основни дървесни видове са: бор (42% от горския фонд), бреза (23%), осика (15%). Разпространени са още дъб, черна ела, ясен, клен, липа и др. Общите запаси от дървесина се изчислявата на около 100 млн.m3. В горските масиви се срещат лос, дива свиня, кафява мечка, вълк, лисица, бурсук, бялка, бобър, бекас, глухар, тетерев, дива патка и др.

## Население
На 1 януари 2017 г. населението на Брянска област наброява 1 220 530 души (42-ро място в Руската Федерация, 0,83% от цялото население) с гъстота 39,5 души/km2 и урбанизация 68,42%.
Национален състав
| Година на преброяване      | 1989             | 2002             | 2010             |
| -------------------------- | ---------------- | ---------------- | ---------------- |
| Лица, указали националност | 1470115 (100 %)  | 1377090 (100 %)  | 1251392 (100 %)  |
| Руснаци                    | 1410960 (96,0 %) | 1328448 (96,5 %) | 1210136 (96,7 %) |
| Украинци                   | 27122 (1,8 %)    | 20214 (1,5 %)    | 13769 (1,1 %)    |
| Беларуси                   | 11299 (0,8 %)    | 7733 (0,6 %)     | 5510 (0,4 %)     |
| Арменци                    | 825 (0,1 %)      | 3618 (0,3 %)     | 4592 (0,4 %)     |
| Цигани                     | 2925 (0,2 %)     | 3572 (0,3 %)     | 3839 (0,3 %)     |
| Евреи                      | 6731 (0,5 %)     | 2339 (0,2 %)     | 1407 (0,1 %)     |
| Други националности        | 10253 (0,7 %)    | 13505 (1,0 %)    | 12139 (1,0 %)    |

## Административно-териториално деление
В административно-териториално отношение Брянска област се дели на 6 областни градски окръга, 27 муниципални района, 16 града, в т.ч. 4 града с областно подчинение (Брянск, Клинци, Новозибков и Селцо) и 12 града с районно подчинение и 23 селища от градски тип.
| Административна единица | Площ (km2) | Население (2017 г.) | Административен център | Население (2017 г.) | Разстояние до Брянск (в km) | Други градове и сгт с районно подчинение      |
| ----------------------- | ---------- | ------------------- | ---------------------- | ------------------- | --------------------------- | --------------------------------------------- |
| Областни градски окръзи |            |                     |                        |                     |                             |                                               |
| Брянск                  | 187        | 425 030             | гр. Брянск             | 406 553             |                             | Белие Берега, Болшое Полпино, Редица-Криловка |
| Клинци                  | 63         | 70 164              | гр. Клинци             | 62 832              | 172                         |                                               |
| Новозибков              | 32         | 40 476              | гр. Новозибков         | 40 476              | 207                         |                                               |
| Селцо                   | 33         | 1664                | гр. Селцо              | 1664                | 22                          |                                               |
| Стародуб                | 22         | 18 824              | гр. Стародуб           | 18 824              | 169                         |                                               |
| Фокино                  | 24         | 13 065              | гр. Фокино             | 13 065              | 16                          |                                               |
| Муниципални райони      |            |                     |                        |                     |                             |                                               |
| 1. Брасовски            | 1185       | 19 887              | сгт Локот              | 9492                | 84                          |                                               |
| 2. Брянски              | 1801       | 59 160              | с. Глинищево           | 4232                | 24                          |                                               |
| 3. Вигонички            | 1028       | 20 107              | сгт Вигоничи           | 4949                | 29                          |                                               |
| 4. Гордеевски           | 847        | 10 771              | с. Гордеевка           | 3014                | 203                         |                                               |
| 5. Дубровски            | 1028       | 17 641              | сгт Дубровка           | 7325                | 81                          |                                               |
| 6. Дятковски            | 1413       | 60 379              | гр. Дятково            | 27 028              | 47                          | Битош, Ивот, Любохна, Стар                    |
| 7. Жирятински           | 750        | 7045                | с. Жирятино            | 2501                | 47                          |                                               |
| 8. Жуковски             | 1115       | 34 682              | гр. Жуковка            | 16 953              | 56                          |                                               |
| 9. Злински              | 735        | 12 102              | гр. Злинка             | 5460                | 224                         | Вишков                                        |
| 10. Карачевски          | 1350       | 33 361              | гр. Карачев            | 17 981              | 44                          |                                               |
| 11. Клетнянски          | 1583       | 18 638              | сгт Клетня             | 12 640              | 99                          |                                               |
| 12. Климовски           | 1554       | 26 720              | сгт Климово            | 13 190              | 233                         |                                               |
| 13. Клинцовски          | 1291       | 17 686              | гр. Клинци             |                     | 172                         |                                               |
| 14. Комарички           | 1020       | 16 995              | сгт Комаричи           | 8034                | 106                         |                                               |
| 15. Красногорски        | 1120       | 12 189              | сгт Красная Гора       | 6414                | 232                         |                                               |
| 16. Мглински            | 1120       | 17 716              | гр. Мглин              | 7884                | 167                         |                                               |
| 17. Навлински           | 2012       | 26 739              | сгт Навля              | 14 589              | 53                          | Алтухово                                      |
| 18. Новозибковски       | 989        | 11 131              | гр. Новозибков         |                     | 207                         |                                               |
| 19. Погарски            | 1210       | 24 717              | сгт Погар              | 8668                | 128                         |                                               |
| 20. Почепски            | 1887       | 39 137              | гр. Почеп              | 16 663              | 84                          | Рамасуха                                      |
| 21. Рогнедински         | 1060       | 6607                | сгт Рогнедино          | 2950                | 96                          |                                               |
| 22. Севски              | 1220       | 14 972              | гр. Севск              | 6723                | 149                         |                                               |
| 23. Стародубски         | 1760       | 19 123              | гр. Стародуб           |                     | 169                         |                                               |
| 24. Суземски            | 1339       | 15 456              | сгт Суземка            | 8800                | 134                         | Кокоревка                                     |
| 25. Суражки             | 1128       | 22 864              | гр. Сураж              | 10 979              | 177                         |                                               |
| 26. Трубчевски          | 1843       | 34 661              | гр. Трубчевск          | 13 696              | 94                          | Белая Берьозка                                |
| 27. Унечки              | 1148       | 35 821              | гр. Унеча              | 23 971              | 140                         |                                               |

## Стопанстово
В Брянска област добре развито е машиностроенето, химическата и нефтохимическата, леката и хранително-вкусовата промишленост, дърводобива и дървообработката.
В селското стопанство областта се развива в животновъдството (за месо и мляко), птицевъдство. Развъждат се щрауси. Произвеждат се зърнени култури, картофи, лен, захарно цвекло.
| хиляди хектара | 1413 | 1292 | 1169,6 | 865,8 | 654,8 | 671,6 | 826,1 |